# 宁西、合九货车外绕线
合肥枢纽宁西、合九货车外绕线，亦称合肥枢纽西环货车外绕线，是中华人民共和国安徽省合肥铁路枢纽内连接双墩集站至丰乐站的一条货运铁路，也是新建合肥至安庆铁路工程的一部分。其中双墩集站至雷麻店站为宁西货车外绕线，亦称双雷线，全长52.4km；南岗站至丰乐站为合九货车外绕线，亦称合九联络线，全长25.4km；另含合九线改线工程18.9km。货车外绕线建成后，除专用线以外的货运列车均将于枢纽外围运行，合肥铁路枢纽形成“客走内、货走外”的运输格局，提高了合肥枢纽的通过能力。

## 历史

### 前期规划
合安九客运专线引入合肥铁路枢纽后，合肥枢纽西段形成蚌福联络线、京港高速铁路、合武绕行线、宁西铁路、合九铁路五线动车组列车、普速客运列车与货运列车并行的状况，未来亦有在建的合宿高速铁路引入，通过能力严重不足，因此决定与合安九客运专线一同建设宁西、合九货车外绕线。
2015年4月8日，新建铁路合肥至安庆客运专线环评第一次公示，货车外绕线仅以合肥枢纽相关工程的形式被提及，并未明确线路走向。8月31日，合肥至安庆铁路环境影响评价发布第二次公示及报告书简本，本线于报告书中被称为西环货车外绕线与合九货车联络线。9月16日，环境影响报告书全文公示。11月9日，国家发展改革委批复了新建合肥至安庆铁路可行性研究报告，本线改称为宁西货车外绕线与合九货车外绕线。
2016年9月28日，合肥市环保局公布《新建铁路合肥至安庆客运专线西环货车外绕线方案调整变更环境影响分析报告》，调整了货车外绕线于董铺水库和大房郢水库保护区内的走向。

### 开工建设
2016年11月12日，货车外绕线与合安九客运专线一同开工。
2021年4月1日，工程开始静态验收。5月1日，完成接触网冷滑试验。5月28日，完成接触网热滑试验。5月31日，开始动态检测。6月18日，合九改线工程线路拨接施工完工后，宁西、 合九货车外绕线开通。

## 车站
| 宁西、合九货车外绕线             | 宁西、合九货车外绕线 | 宁西、合九货车外绕线 | 宁西、合九货车外绕线 | 宁西、合九货车外绕线 | 宁西、合九货车外绕线 | 宁西、合九货车外绕线             |
| 站名                             | 里程 （km）          | 所在地               | 所在地               | 所在地               | 连接铁路             | 备注                             |
| -------------------------------- | -------------------- | -------------------- | -------------------- | -------------------- | -------------------- | -------------------------------- |
| 双墩集站                         | 0                    | 安徽省               | 合肥市               | 长丰县               | 淮南铁路             |                                  |
| 富民站                           | 14.7                 | 安徽省               | 合肥市               | 长丰县               |                      | 预留淮南线淮南方向联络线接轨条件 |
| 南岗站                           | 41.7                 | 安徽省               | 合肥市               | 蜀山区               |                      | 设综合维修工区，预留货场         |
| 雷麻店站                         | 52.4                 | 安徽省               | 合肥市               | 蜀山区               | 宁西铁路             | 预留合武联络线接轨条件           |
| 以下合九货车外绕线正线接入南岗站 |                      |                      |                      |                      |                      |                                  |
| 董岗站                           | 15.5                 | 安徽省               | 合肥市               | 肥西县               |                      | 待复线后封闭                     |
| 大官塘站                         | 23.7                 | 安徽省               | 合肥市               | 肥西县               |                      |                                  |
| 丰乐站                           | 30.7                 | 安徽省               | 合肥市               | 肥西县               | 合九铁路             | 预留合九复线和合九联络线复线条件 |